# Heinz Hoppe (Rennfahrer)
Heinz Hoppe (* 6. März 1947 in Apolda) war in der DDR ein erfolgreicher Motocrossfahrer. Hoppe ist verheiratet und hat zwei Kinder. Sein Bruder Wolfgang Hoppe wurde zweimal Olympiasieger im Bobsport.
Der gelernte Schlosser Hoppe machte schon mit 12 Jahren erste Fahrversuche auf den Motorrädern seines Vaters Werner. Mit 16 Jahren trat er beim MC Apolda ein, wechselte aber später mehrfach den Verein. 1977 startete er erstmals als Mitglied der Nationalmannschaft an der Seite seines Vorbildes Paul Friedrichs. Am 20. Januar 1982 wurde ihm der DDR-Titel „Meister des Sports“ verliehen. 
1984 wechselte Heinz Hoppe zum MC Wolgast, wo er ursprünglich als Trainer arbeiten sollte, er jedoch ab dem Jahre 1985 mit dem Sportfreund Klaus-Dieter Wissuwa an der DDR-Meisterschaft für Seitenwagen bis zum Jahr 1988 teilnahm.
Erfolge bei DDR-Meisterschaften (nur Medaillenplätze):
| Jahr | Klasse      | Klasse      | Klasse      | Mannschaftswertung (Verein)        |
| ---- | ----------- | ----------- | ----------- | ---------------------------------- |
| Jahr | 125 cm³     | 250 cm³     | 500 cm³     | Mannschaftswertung (Verein)        |
| 1971 | -           | Vizemeister | Vizemeister | Meister (MC Dynamo Erfurt 1)       |
| 1972 | -           | 3. Platz    | Vizemeister | Vizemeister (MC Dynamo Erfurt 2)   |
| 1973 | -           | Meister     | Meister     | Vizemeister (MC Dynamo Erfurt-Süd) |
| 1974 | -           | Vizemeister | Vizemeister | Vizemeister (MC Dynamo Apolda)     |
| 1975 | -           | -           | -           | -                                  |
| 1976 | Platz 3     | Platz 3     | Meister     | Meister (MC BKK Lauchhammer)       |
| 1977 | -           | Platz 3     | Meister     | Vizemeister (MC BKK Lauchhammer)   |
| 1978 | -           | -           | Platz 3     | Meister (MC BKK Lauchhammer)       |
| 1979 | Vizemeister | Meister     | Meister     | Meister (MC Kali Merkers 1)        |
| 1980 | Platz 3     | Meister     | Meister     | Meister (MC Kali Merkers)          |
| 1981 | Platz 3     | Meister     | Meister     | Meister (MC Kali Merkers 1)        |
| 1982 | -           | Meister     | Meister     | Meister (MC Kali Merkers 1)        |

DDR-Meisterschaft für Seitenwagen
| Jahr | Erfolg      |
| ---- | ----------- |
| 1986 | Vizemeister |
| 1987 | Meister     |
| 1988 | Vizemeister |